# 狄玉輝
狄 玉輝（てき ぎょくき、1114年 - ?）は、北宋の欽宗の側妃。正五品の才人に封じられた。

## 経歴
靖康の変で金軍が北帰を開始する直前の天会5年（1127年）に、満年齢13歳ないし14歳だった。これは、欽宗の后妃・才人・夫人の中の最年少だった。
開封陥落後、狄才人は金軍の俘虜となり、凌辱を受けて妊娠した。金へと連行された狄才人はその後も拘束されていたが、妊娠していることを考慮されたためか、才人鄭慶雲とともに、五国城にいた欽宗のもとへと返された。天会7年（1129年）4月と天会10年（1132年）10月に、狄才人は欽宗の女児を生んでいる。

## 伝記資料
- 『靖康稗史箋證』